# Чесноки (Красноярский край)
Чесноки — посёлок в Новосёловском районе Красноярского края России. Входит в состав Чулымского сельсовета.

## География
Посёлок расположен в 59 км к северо-востоку от районного центра Новосёлово.

## Население
| 2010 |
| ---- |
| 74   |

Гендерный состав
По данным Всероссийской переписи населения 2010 года 39 мужчин и 35 женщин из 74 чел.